# Bernd Panzer
Bernd Dieter Ricardo Panzer (* 1967 in Bremen) ist ein deutscher Schauspieler, Hörbuchsprecher und Journalist.

## Leben
Bernd Panzer ist gebürtiger Bremer und ein Urenkel von Theodore Garbade. Er wirkte in der Jugendtheatergruppe am Schnürschuh Theater. Von 1994 bis 1996 nahm er Schauspielunterricht bei Wolfgang Rostock in Bremen. Danach besuchte er Workshops für Bühnenpräsenz, Atmung und Sprache bei Christine Mattner und Markus Herlyn (2005). Er nahm Privatunterricht in Innovationstechnik nach Lee Strasberg bei Marika Nehls und Rollenvorbereitung und Source Tuning für die Kamera bei Jens Roth (2011).
Panzer stand 1989 erstmals auf der Bühne des Packhaustheater Bremen in Der Neurosen-Kavalier. Im selben Hause folgten unter anderem Auftritte in Berlin wie in Scherz bei Seite (1991), Liebe auf den ersten Bruch (1994), Mord an Bord (1997) oder die Die Mausefalle (2006). Im Bremer Kriminal-Theater spielte er die Hauptrolle des Peter Raven in Der Hexenschuss unter der Regie von Karl-Heinz Schwentker (2013), und in Jean Stuarts Komödie Im Himmel ist kein Zimmer frei spielte er die Hauptrolle des Paul Serval unter der Regie von Ralf Knapp (2014). Im Syker Theaterensemble spielte er in Heinz Rühmanns Die Feuerzangenbowle die Hauptrolle des Dr. Johannes Pfeiffer unter der Regie von Detlev Petersen (2019). Seine ersten Rollen im Film bekam er 2012, wie zum Beispiel als Rechtsanwalt in Christian Alvarts Film Banklady. Panzer spielte in etlichen Kurzfilmen, darunter auch in denpPreisgekrönten Produktionen Der Beamte (2016) und Black Forest Cherry in der Rolle von Berthold Schmidtmann, Regie: Farina Ehrentraut (Publikumspreis Short Film Collection 57, 2017, nominiert Camgaroo Award 2017). Er spielte die Hauptrolle im Kurzfilm „15.33“ von Patrick A. Kompio. Der Film hatte seine Premiere im „Cine k“ der „Kulturetage“ in Oldenburg 2018 und wurde in den „First-Time Filmmaker Sessions“ des „Light-Off Film Festivals“ gezeigt. Auf den Rüsselsheimer Filmtagen wurde 2021 der Kurzfilm Der Schrank von Jannis Bierschenk gezeigt, dort verkörpert Panzer die Hauptrolle des Martin. 2023 spielte er die Hauptrolle im Kurzfilm Amour von Julian Otten. Er ist Sprecher in Hörspielproduktionen, und seit 2011 auch freier Journalist für Reportagen und Interviews in den Bereichen Sport, Kultur und Lokales.

## Film und Fernsehen
Bernd Panzer stand vor der Kamera in Kino- und Fernseh Filmen und wie Tatort: Kaltstart, Timebreakers und die rätselhaften Grabzeichen von Niels Marquardt (2016), In Die Blaumänner: Verrückte Sessel von Miko Zeuschner spielte er eine Hauptrolle als Bent Henke (2012), Banklady von Christian Alwart (2013), Das Geheimnis des Totenwaldes (2020).In Die Liebe des Hans Albers von Carsten Gutschmidt spielte er den Standesbeamten (2020). Im Dokudrama „Heimat Helgoland“ von Carsten Gutschmidt spielte er die Rolle des Georg Jessen (2017).

## Auszeichnungen
2023 gewann er den Best Actor Digital Award im Christian Online Film Festival (COLFF) für seine Rolle in Fears (Ängste) von Louis Bennies.

## Filmografie (Auswahl)

### Spielfilme
- 2012: Banklady, Regie: Christian Alvart
- 2015: Gigant des Nordens, Regie: Stefan Schneider
- 2016: Nick, lebe dein Leben, Regie: Aaron Kojm
- 2018: Timebreakers und die rätselhaften Grabzeichen Regie: Niels Marquart
- 2020: Die Liebe des Hans Albers, Regie: Carsten Gutschmidt
- 2025: Signale, Regie: Louis Bennies

### Fernsehserien
- 2012: Die Blaumänner, Regie: Miko Zeuschner
- 2012: Scheidungskinder, Regie:Karo Schnelle
- 2016: Frisch gestrichen – Der Pate oder so, Regie: Leo Leiser
- 2018: Feldmann, Regie: Leo Leiser

### Kurzspielfilme
- 2015: 15:33, Regie: Patrick A. Kompio
- 2015: Remember the Noise, Regie: Jennifer Kutnar und Jonas Rambow
- 2015: Der Bewerber, Regie: R. Martin de Wolf
- 2016: Der Beamte, Regie: Lance Rice
- 2017: Black Forest Cherry, Regie: Farina Ehrentraut
- 2018: Polizeiakte FA-180124, Regie:Leonardo Re
- 2020: Falsehood, Regie: Oliver Nack
- 2021: Aufhören kann jeder, Regie: Paulo Mazurkiewicz
- 2021: Der Schrank, Regie: Jannis Bierschenk
- 2022: Ängste, Regie: Louis Bennies
- 2023: Amour: Regie: Julian Otten

### Dokudramas
- 2017: Heimat Helgoland, Regie: Cartsen Gutschmid und Daniel Remsperger